# 宮島敏
宮島敏（みやじま つとむ、1946年 - ）は、日本の社会福祉学者。元日本体育大学教授、元明治大学等講師。健康学科長。

## 経歴
東京都立城北高等学校、日本社会事業大学社会福祉学部社会事業学科を卒業。
全国社会福祉協議会地域組織部・出版部に勤務した後、日本社会事業大学助手を務める。2002年4月から日本体育大学助教授。2007年4月から教授。2009年退職。
また、川崎市社会福祉事業団、川崎市柿生学園主任指導員、川崎市高齢社会福祉総合センター人材開発研修センター学務主任、全国有料老人ホーム協会事業部次長、聖隷福祉事業団高齢者公益事業部募集広報課長、運営管理課長、浜名湖エデンの園生活サービス課長、松戸ニッセイエデンの園生活サービス課長、浦安市ケアハウス施設長等を務めた。

## 所属学会
- 日本社会福祉学会
- 日本社会教育学会
- 日本地域福祉学会
- 日本公民館学会

## 研究業績
- 「社会福祉教育および社会福祉援助技術現場実習の現状に関する考察 」日本体育大学紀要 36(1), 159-171 ,20060930
- 社会福祉士養成にかかる社会福祉援助技術関連科目の教育内容及び教員研修プログラムの構築に関する事業報告書（分担） 独立行政法人福祉医療機構（長寿社会福祉基金）助成　社団法人日本社会福祉士養成校協会 2008
- 書評「外国人の子どもの不就学-異文化に開かれた教育とは」 佐久間孝正著　勁草書房 2006.9
- 日本社会教育学会紀要NO,43 2007
- 向老期に向かう中で 介護福祉No,65（財）社会福祉振興・試験センター 2007
- 民間非営利組織の学びと運営 月刊社会教育No,618 2007
- 社会福祉教育および社会福祉援助技術現場実習の現状に関する考察 日本体育大学　紀要第36巻　第1号 2006
- 高齢者 公民館、コミュニティ施設ハンドブック
- エイデル研究所　(初版) 2006
- 向老期・高齢者の学習 社会教育・生涯学習ハンドブック
- エイデル研究所　（7版) 2005
- ノーマライゼーションと当事者の主体性
- くらし・福祉・教育のめざす流れ 月刊　社会教育 No.587　　　国土社 2004
- 社会福祉系職員集団の力量形成と学習組織 日本の社会教育　第48集
- 日本社会教育学会・東洋館出版社 2004
- 「公民館を活用した高齢者の社会参加促進のプログラムづくり」
- 調査報告書（共同） 全国公民館連合会 2004
- 変わりつつある施設サービスのケア内容
- ～施設サービスの種類と特徴 これからの高齢者福祉論　　保育出版社 2004
- 高齢者福祉の研究と現場の改革
- ～実践、研究、運動の総合化
- 社会福祉法制と社会教育 日本の社会教育　第47集
- 日本社会教育学会・東洋館出版社 2003
- ボランタリズムを学修する試み～フィランソロフィーとして地域に働きかける高齢者福祉施設 月刊社会教育　No.556国土社 2002
- 時間、空間、仲間の関係づくり 障害者の福祉　92－4
- 日本障害者リハビリテーション協会 1992
- デイ・サービス事業におけるレクリエーション・プログラムの意義と方法（分担） 日本の地域福祉　第5巻　日本地域福祉学会 1992
- 障害者の社会教育活動～生活と学習の視点から 月刊社会教育　No.384　　国土社 1988
- 学生への動機づけと指導の考え方及び実習施設の利用
- 選択とその指導援助 社会福祉実践講座　第4巻東京書籍 1986